# Palazzo della Camera di Commercio (Reggio Calabria)

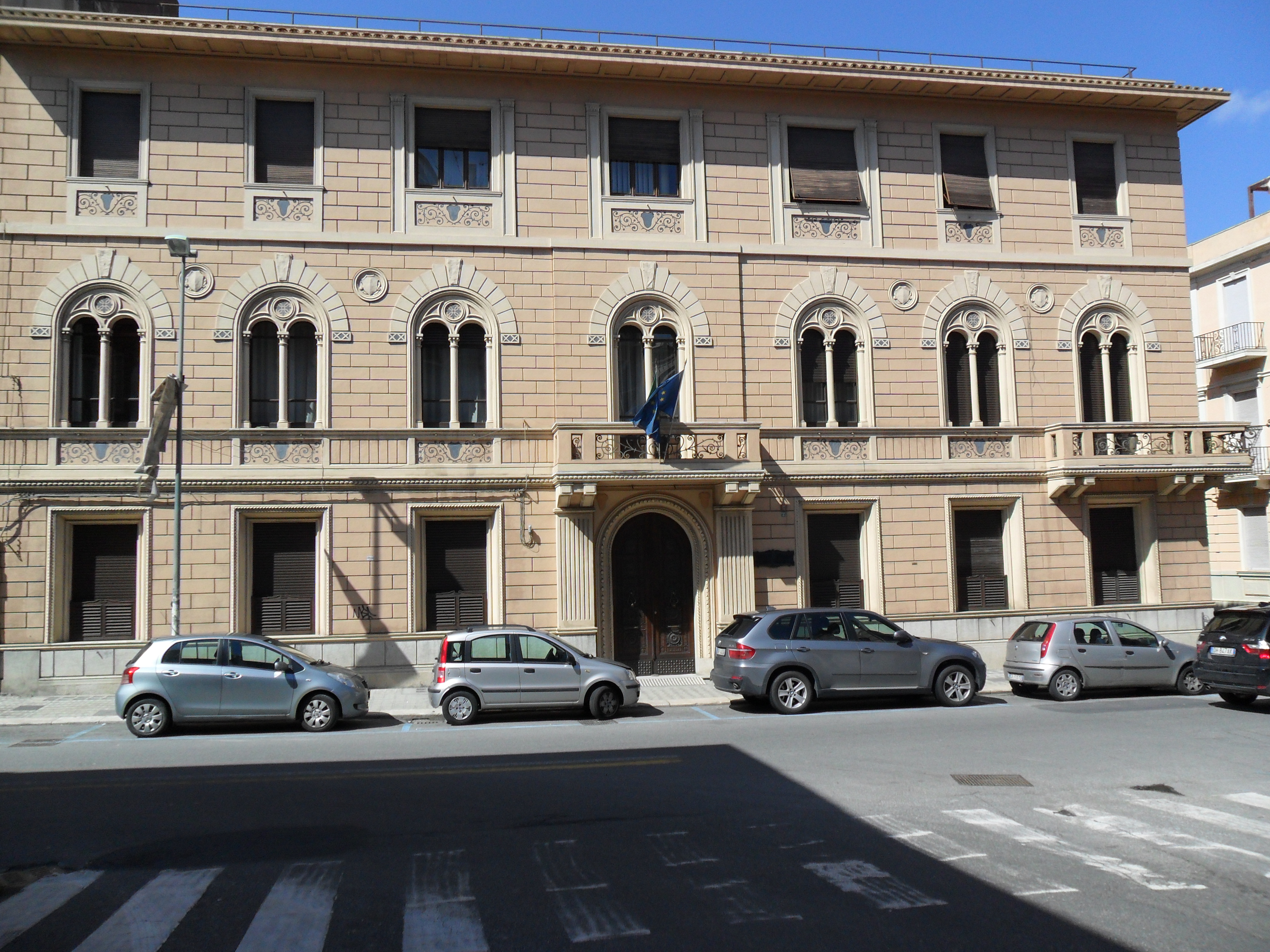
Palazzo della Camera di Commercio in Reggio Calabria, Hauptfassade zur Via Tommaso Campanella

Der Palazzo della Camera di commercio ist ein Palast mit Elementen der Renaissance und des Jugendstils aus den 1930er-Jahren im historischen Zentrum von Reggio Calabria in der italienischen Region Kalabrien. Er liegt an der Ecke zwischen der Via Tommaso Campanella und der Via Giuseppe Logoteta. Dort hat die örtliche Industrie- und Handelskammer ihren Sitz.

## Geschichte
Die Camera di Commercio ed Arti von Reggio Calabria wurde am 23. Oktober 1862 gegründet: Die Unterschrift von König Viktor Emanuel II. bestätigte die Gründung der Institution.
Das heutige Gebäude entsprang der Notwendigkeit, die Baracke zu ersetzen, die nach dem Erdbeben von 1908 die Kammer aufnahm und die sich als unzureichend für die Erweiterungen erwies. Man wies ein Grundstück zum Bau des neuen Sitzes in der Nähe des alten, vom Erdbeben zerstörten Gebäudes aus. Das neue Gebäude sollte an der Ecke der Via Giuseppe Logoteta und der Via Liceo (heute Via Tommaso Campanella) entstehen und vom Bauingenieur Gino Zani projektiert werden. Die Hauptfassade und damit der Eingang zum Gebäude, die anfangs an der Via Giuseppe Logoteta vorgesehen war, wurde dann an die Via Liceo verlegt. Der Grundstein wurde 1926 in Gegenwart des königlichen Ministers Italo Balbo gelegt. Die Bürokratie in Zusammenhang mit der Anwendung der neuen Normen für erdbebensicheres Bauen und Schwierigkeiten bei der Beschaffung der notwendigen Materialien sorgten für bemerkenswerte Verzögerungen bei der Ausführung der Bauarbeiten, die 1929 begannen und von der Firma Borello durchgeführt wurden. Die künstlerische Ausgestaltung der Innenräume oblag Professor Romano Buva. Im Dezember 1935 wurde der neue Sitz fertiggestellt und eingeweiht.

## Beschreibung

### Fassaden
Der Baukörper hat einen rechteckigen Grundriss und erstreckt sich über drei Vollgeschosse und ein Tiefparterre. Die Fassaden mit einheitlichem, glatten Bossenwerk mit verschiedenen Zierelementen sind in Abschnitten organisiert, die durch Gesimse horizontal geteilt und vom dicken Sockel getrennt sind. Im Erdgeschoss der Hauptfassade zur Via Tommaso Campanella öffnet sich in der Mitte ein Rundbogenportal, das von einem Paar platter Lisenen mit vertikalen Rillen und einfachem Kapitell, das sich wenig von der Ebene der Fassade absetzt, begrenzt wird. Auf beiden Seiten dieses Portals sind Reihen von rechteckigen Fenstern angeordnet, die mit Architraven versehen und eine leichte Dekoration gerahmt sind.
Im ersten Obergeschoss, das durch ein verziertes Geschosstrennungsgesims eingeleitet wird, befinden sich in Achse mit dem Portal der Balkon mit künstlerisch gearbeitetem Geländer in Schmiedeeisen und eine doppelte Rundbogenfenstertüre mit Bossenwerkrahmen, kleinen Säulen und kreisrunder Verzierung in der Mitte. Die Reihe der Fenster im ersten Obergeschoss wiederholt die gleiche Anordnung der Fenstertüren des Balkons mit dem Zusatz einer Freskenverzierung im darunter liegenden Teil, der die Zeichnung des Geländers der Balkonbalustrade wiederholt. Die Fassade schließt im ersten Obergeschoss mit einem zweiten Balkon mit schmiedeeisernem Geländer an der Ecke ab.
Das zweite Obergeschoss, das durch ein lineares und einfacheres Geschosstrennungsgesims als das erste eingeleitet wird, ist durch eine rhythmische Reihe von Fenstern gekennzeichnet, die die gleiche architektonische Linie wiederholt wie im Erdgeschoss und mit der gleichen Verzierung an der Wand unter den Fensterbänken wie im ersten Obergeschoss.
Die Fassade an der Via Giuseppe Logoteta zeigt die gleichen architektonischen und dekorativen Anordnungen wie die Hauptfassade mit den Fenstern am Sockel des Tiefparterres, die mit Architraven versehen und durch Gitter geschlossen sind.
Das Gebäude schließt nach oben mit einem stark vorspringendem Gesims ab, das mit Terrakottafliesen bedeckt ist, über dem die metallische Balustrade der Terrasse verdeckt ist.

### Innenräume
Interessant ist der Ratssaal durch seine Kassettendecke mit vergoldetem Stuck. Von gewisser Bedeutung sind auch die Treppe und einige Einrichtungsgegenstände, wie die schmiedeeisernen Lampen und die große aus geschnitztem Holz bestehende Trennwand im ersten Obergeschoss.